# John Lee Baldwin
John Lee Baldwin est un boxeur américain né le 26 août 1949 à Detroit, Michigan.

## Carrière
Il participe aux Jeux olympiques d'été de 1968 dans la catégorie des super-welters et y remporte la médaille de bronze.

## Référence
1. ↑  (en) Résultats des Jeux olympiques 1968 (amateur-boxing.strefa.pl)